# Sikkelcel

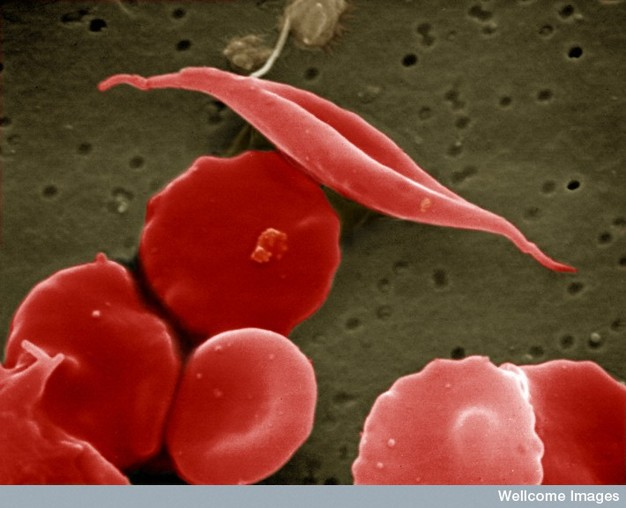
Gewone en sikkelvormige rode bloedcellen

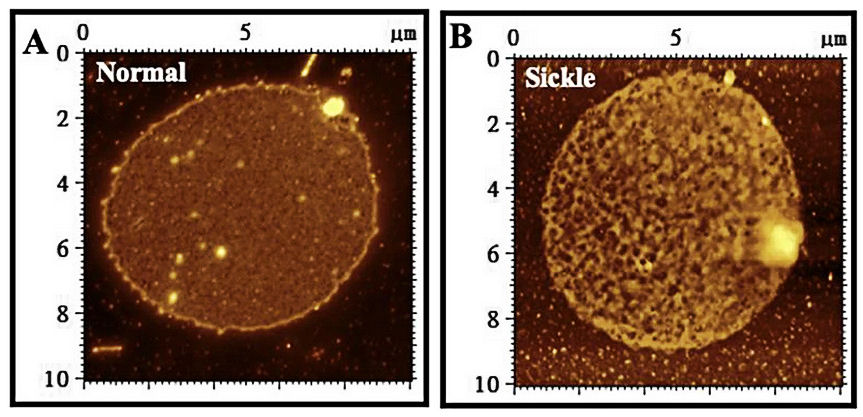
Celoppervlak rode bloedcel en sikkelcel

Sikkelcellen of drepanocyten zijn sikkelvormige rode bloedcellen die gevormd worden bij sikkelcelanemie. Ze hebben een ruwer oppervlak dan normale rode bloedcellen.

## Oorzaak
In plaats van de normale rode bloedcellen (erytrocyten) hemoglobine A (HbA, van 'adult') ontstaan sikkelcellen: abnormaal gevormde rode bloedcellen die hemoglobine S (HbS, van 'sickle') worden genoemd.
Dit wordt veroorzaakt door een puntmutatie van glutaminezuur naar valine op de β-keten van het hemoglobine-molecuul. Normaal hemoglobine bevat 4 polypeptideketens, waarvan 2 α-polypeptideketens en 2 β-polypeptideketens. β-polypeptideketens bevatten elk 146 aminozuurgroepen waarvan er bij sikkelcelanemie op positie 6 één vervangen is door valine. De sikkelcel (HbS) vormt spontaan polymeren die onoplosbaar zijn als de zuurstofspanning te ver daalt. Dit is het geval in kleine capillairen (haarvaten), waar de zuurstofconcentratie in (en buiten) de rode bloedcel laag is. Op de plekken waar het hemoglobine zijn zuurstof weer af staat, kristalliseert het, terwijl normaal Hb dat niet zou doen. Dit kan men nabootsen met behulp van een sikkelceltest. Als gevolg van deze afwijking krijgen de rode bloedcellen waarin het gepolymeriseerde HbS aanwezig is een sikkelachtige vorm en zijn ze ook veel minder soepel. Hierdoor worden de bloedcellen sneller afgebroken of klonteren ze soms spontaan samen of blijven steken in kleine capillairen (haarvaten), waardoor doorbloedingsstoornissen, ischemie en uiteindelijk eventueel necrose van organen en weefsels kunnen ontstaan (sikkelcelcrisis).

## Gen-therapie
Bij een van de gentherapie-aanpakken tegen sikkelcelanemie wordt bij patiënten de productie van het eiwit, foetaal globine, gereactiveerd, dat normaal gesproken na de geboorte niet meer tot expressie komt.
Hiervoor werd een lentivirale vector gebruikt. Deze vector maakt de synthese mogelijk van een gemodificeerde vorm van de b-globineketen (b T87Q ), een genetische modificatie,
- die een anti-polymeriserende eigenschap heeft, die vergelijkbaar is met die van de gamma (g) keten van foetaal hemoglobine (HbF) bij sikkelcelpatiënten en
- die de specifieke dosering ervan in het bloed van behandelde patiënten mogelijk maakt.

|  |  |  |